# Лесной пастушок
Лесной пастушок, или лордхауский лесной пастушок (лат. Hypotaenidia sylvestris), — вид нелетающих птиц из семейства пастушковых (Rallidae). Эндемик острова Лорд-Хау.

## Описание
Лесной пастушок длиной от 35 до 40 см, причём самцы незначительно крупнее самок. Размах крыльев составляет примерно 49 см. Оперение верхней части тела одноцветное, оливково-коричневого цвета, нижняя часть тела немного более серая. Подбородок белёсый. Крылья с чёрными и красными полосами. Хвост короткий. Клюв изогнут в сторону.

## Местообитание
Лесной пастушок населяет различные закрытые леса острова Лорд-Хау. На возвышенности он живёт в мшистых влажных лесах. На низменности он населяет жестколистные леса, состоящие, прежде всего, из пальм вида Ховея Форстера (Howea forsteriana). Дождевые леса острова птица избегает.

## Питание
Лесной пастушок питается моллюсками, личинками насекомых, дождевыми червями, ракообразными, плодами, а также яйцами и птенцами буревестников.

## Природоохранный статус
Когда остров Лорд-Хау был открыт в 1788 году, лесной пастушок был на нём частой птицей. Но уже с середины 19-го столетия его ареал был ограничен высокогорьем. В 1969 году исследователи обнаружили всего от 20 до 25 особей, обитавших исключительно на склонах горы Говер. В 1978 году ещё существовала популяция, насчитывавшая всего 10—13 гнездящихся пар, обитавшая на наивысшей точке острова в труднодоступном месте. В высокогорье смертность взрослых птиц и птенцов была высокой, в то время как одичавшие свиньи препятствовали заселению птицами близлежащих областей. С 1978 по 1980 годы было установлено, что из-за высокой смертности взрослых лесных пастушков уменьшилось число женских особей. В 1980 году были пойманы и помещены в питомник три здоровых взрослых птицы. В период с 1981 по 1985 годы на свободу были выпущены 85 птиц. Одичавшие свиньи и домашние кошки были истреблены. В 2002 году популяция птиц насчитывала от 250 до 300 особей.
Анализ угроз и найденное решение являются показательным примером для охраны видов. На острове имелся целый ряд возможных причин для сокращения, начиная от ввезённых крыс до подвида австралийской сипухи (T. n. castanops). При этом только истребление свиней помогло сохранить лесного пастушка от вымирания, а своевременное установление причины и найденное решение определили успех программы.
Сегодня собаки, за которыми недостаточно следят их владельцы, могут стать проблемой. Завезённая австралийская сипуха представляет самую большую опасность на острове для этого вида. Полагают, что она отвечает за сокращение популяции в Little Slope.